# Stjärnvik

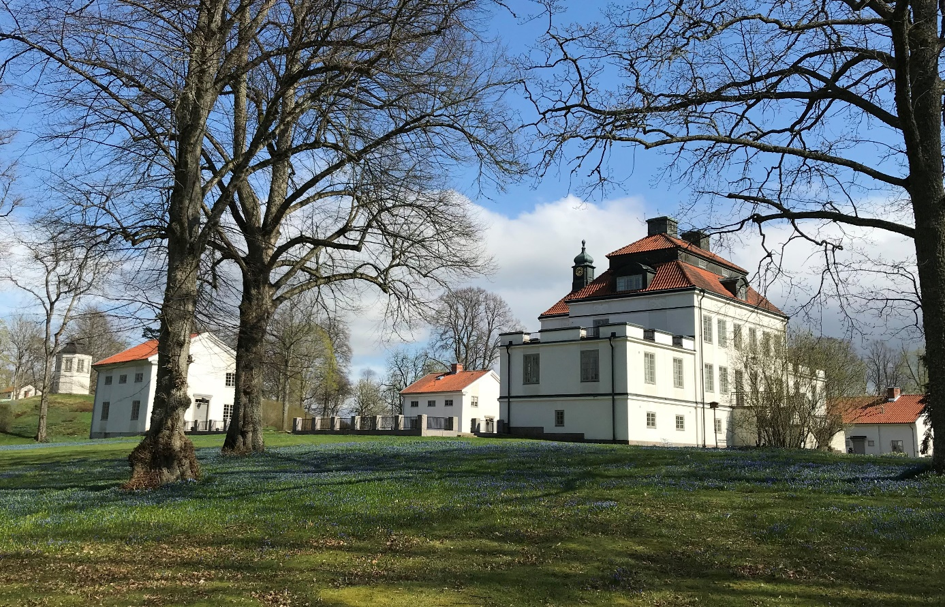

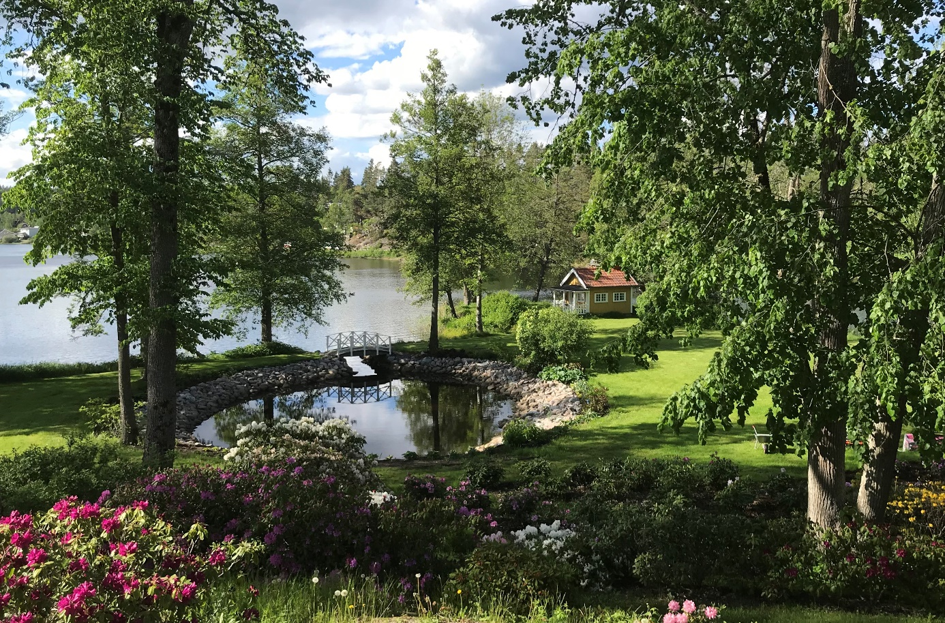

Stjärnvik är ett säteri i Finspångs kommun. Gården hette till en början Börsjö, men namnet ändrades senare till Stjärnvik.
På godset bedrivs skogsbruk, växtodling, jakt, uthyrnings- och utställningsverksamhet. Under 1500-talet och fram till 1860-talet bestod verksamheten av en omfattande järnbruks- och kvarnverksamhet.
Byggnadsbeståndet är i huvudsak uppfört under 1600-, 1700- och 1800-talen. Huvudbyggnaden med flyglar har ett vackert läge vid sjön Gron och ett par andra sjöar. Byggnaderna är uppförda under 1650-talet och ombyggdes 1912 efter ritningar av Isak Gustaf Clason.

## Historik
Bland de tidigast kända ägarna under 1500-talet finns häradshövding Sven Jönsson Lillie af Löfstad och Karl IX:s sekreterare Henrik Henriksson. Härefter övertogs egendomen i början av 1600-talet av familjen Ödla och residenten Anders Ödell. Denne stod Gustav II Adolf nära och anses vara Sveriges förste diplomat. Efter honom ärvde hans barn egendomen, och övergick senare till brodern Knut Ödell, som 1640 anlade ett järnbruk med 4 hamrar och 7 härdar samt en knipphammare. Bruket lades ned på grund av brist på kol, utom en hammare, som sonen, landshövding Udde Ödell, lät bygga upp på nytt. Från 1652 är Udde Ödell ägare, som var landshövding i Finland. Under sitt sista levnadsår skänkte han godset till sin fru Mechild Ribbing som därefter sålde gården till familjen Falkensten.
När Gabriel Ståhl, adlad Gyllenståhl tillträdde 1690 var järnbruket i bristfälligt skick. Gyllenståhl äger flera gods i Östergötland och är inte bosatt på orten. Efter en upprustning av bruket utökades därefter smidet. 
Grundplåten till Gyllenståls rikedom skapades när Karl XI tillät honom att behålla danskarnas krigskassa från slaget vid Lund, 1676. 
Efter hans död 1705 däremot huserar den betydligt yngre änkan Catharina Cronhielm på godset permanent. Deras enda barn som når vuxen ålder, Ulrika Christina, vigs i Risinge 1715 med kapten Carl Du Rietz, varvid godset går i deras ägo. 1721 fick Du Rietz privilegium på en knipphammare. Egendomen såldes av hans barn till ägaren av Finspång. 
1750 såldes godset till överintendenten Louis de Geer d.y. på Finspång som därefter övertogs av sonen Jean Jacques de Geer. Under dennes tid utökades järnbruket med ytterligare en knipphammare och samarbetet med Finspång bruk fördjupades.
Vid familjen de Geers förvärv av egendomen ändrades namnet från Börsjö till Stjärnvik. Detta för att hedra minnet av Eva Christina Oxenstierna som avled i anslutning till förvärvet av Börsjö år 1750. 
1803 överlät Jean Jacques de Geer egendomen till Christian Eberstein i Norrköping som därefter övergick till dennes familj. Vid fabrikör Fredrik A. Bergvalls övertagande av gården lades bruksverksamheten ner år 1860. Under hans tid som ägare fanns två Franche-Comtéugnar, två stångjärnshammare, fyra spikhammare, en skattebelagd mjölkvarn, ett sågverk, ett tegelbruk och ett mejeri vid sidan av jord- och skogsbruksrörelsen. Konsul Oscar Brynolf övertog 1896 godset och genomförde genom Isak Gustaf Clason en omfattande ombyggnation av huvudbyggnaden. Nämnas kan att Norges tidigare statsminister Gro Harlem Brundtland härstammar från Oscar Brynolf och Stjärnvik.
Under 1900– och 2000-talen har egendomen i huvudsak ägts av familjen af Ugglas-Stenhammar och nuvarande ägare.
Stjärnvik har med detta en lång och omfattande historia från 1543 med Per Ingemundsson av östgötsk lågadel fram till nuvarande ägare som genomfört en mycket omfattande restaurering av gårdens byggnader och marker. 
Huvudbyggnaden om- och tillbyggdes 1913 efter ritningar av arkitekten Isak Gustaf Clason.